# Praha 11 (1949–1960)

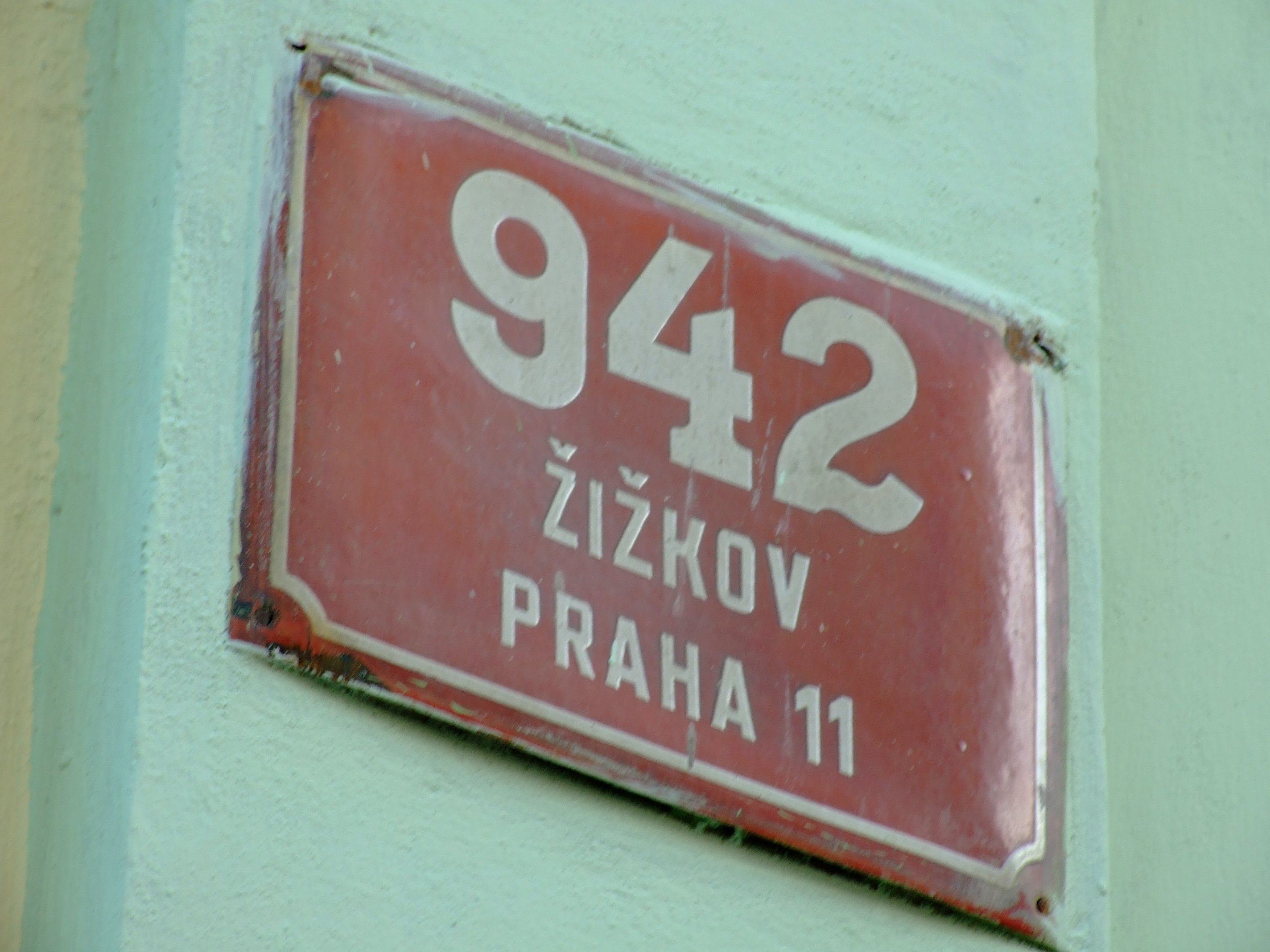
Stará tabulka s číslem popisným na Žižkově

Praha 11 bylo v letech 1949–1960 označení městského obvodu hlavního města Prahy, který zahrnoval část Žižkov a část Vysočan. 
Základem pro vznik obvodu Praha 11 byl dosavadní obvod Praha XI (od roku 1947 nazvaný Praha XI – Žižkov), který zahrnoval čtvrti Žižkov, Hrdlořezy a Malešice a který vznikl jako volební a samosprávný obvod k 17. lednu 1923 na základě vládního nařízení č. 7/1923 Sb. Obvod Praha 11 vznikl k 1. dubnu 1949, kdy byla Praha vládním nařízením č. 79/1949 Sb. rozčleněna novou správní reformou na 16 městských obvodů číslovaných arabskými číslicemi. Od dosavadního obvodu Praha XI se jeho vymezení liší tím, že Hrdlořezy byly přeřazeny do nového obvodu Praha 9 (vzniklého modifikací obvodu Praha IX – Vysočany), z nějž zároveň byla k obvodu Praha 11 připojena část Vysočan (okolí Balkánu) a Malešice byly přeřazeny do nového obvodu Praha 10 (vzniklého modifikací dosavadního obvodu Praha XX - Strašnice). Od 11. dubna 1960 zákon č. 36/1960 Sb. vymezil v Praze 10 obvodů, přičemž mírným rozšířením území dosavadního obvodu Praha 11 (zejména o přilehlou část Královských Vinohrad) vznikl nový obvod Praha 3. Zákon č. 418/1990 Sb., o hlavním městě Praze, s účinností od 24. listopadu 1990 a poté znovu Statut hlavního města Prahy (vyhláška hl. m. Prahy č. 55/2000 Sb. HMP) s účinností od 1. července 2001 definovaly území městské části Praha 3 shodně s městským obvodem Praha 3. 